# Sergio Ramírez (scrittore)
Sergio Ramírez Mercado (Masatepe, 5 agosto 1942) è uno scrittore e politico nicaraguense.
È stato una figura chiave della Rivoluzione sandinista del 1979, ha fatto parte della giunta di governo di sinistra per la ricostruzione nazionale ed è stato vicepresidente del paese dal 1985 al 1990 sotto la presidenza di Daniel Ortega. Dopo l'irrigidimento del regime di Ortega e le grandi repressioni degli anni duemiladieci e venti, si è trasferito in Spagna. Nel 2023 gli è stata revocata la cittadinanza perché definito traditore della patria dal regime. È stato descritto come il "più noto scrittore vivente del Nicaragua".

## Biografia
È il secondo figlio di Pedro Ramirez Gutiérrez e Luisa Mercado Gutiérrez.
Ancora studente, nel 1960 fondò con Fernando Gordillo la rivista Ventana. Nel 1963 pubblicò il suo primo libro, Cuentos, e diventò una delle figure della nuova generazione letteraria nicaraguense. Si laureò all'Università di Leon nel 1964, per poi proseguire gli studi a Berlino dal 1973 al 1975, grazie a una borsa di studio del Servizio Tedesco per lo scambio accademico. Nel 1968 e nel 1976 venne eletto segretario generale della Confederazione delle università centroamericane.
Nel 1977 partecipò alla creazione del gruppo di artisti e intellettuali nicaraguensi I Dodici, che si oppose al governo di Anastasio Somoza. Nel 1979, a seguito della Rivoluzione sandinista, divenne membro dell'Assemblea di Governo che prese il potere dopo la caduta del dittatore. Nel 1981 fondò l'Editorial Nueva Nicaragua.
Alle elezioni presidenziali del febbraio 1990 sostenne la neoeletta presidente Violeta Barrios de Chamorro e nello stesso anno venne insignito dell'Ordine di Carlos Fonseca, la più importante decorazione del Fronte Sandinista di Liberazione Nazionale (FSLN). Dal 1990 al 1995 presiedette il banco sandinista dell'Assemblea nazionale del Nicaragua e nel 1991 fu eletto membro della direzione nazionale del partito. Nel 1994 ruppe definitivamente con Daniel Ortega, a causa delle sue tendenze sempre più autoritarie e repressive, e nel maggio 1995 fondò il Movimento di Rinnovamento Sandinista (MRS), di tendenza centro-sinistra.
Come giornalista, fu editorialista di diversi giornali in lingua spagnola, tra cui El País (Spagna), El Tiempo (Colombia), La Jornada (Messico), El Nacional (Venezuela), La Prensa (Nicaragua) e La Opinión (California).
Fu inoltre professore presso l'Università del Maryland tra il 1999 e il 2000 e presso la Libera Università di Berlino. Divenne dell'Accademia Nicaraguense della Lingua, membro associato dell'Accademia Reale Spagnola e partecipò come giurato ai festival cinematografici di Cartagena (1993) e Huelva (2002). Nel 2000 gli fu conferito un dottorato onorario dall'Università Blaise-Pascal (Clermont-Ferrand II).
Nel 2017 gli venne attribuito il Premio Cervantes, la più alta onorificenza letteraria del mondo di lingua spagnola.
Nel 2021, dopo che il regime di Daniel Ortega si irrigidì, abbandonò il territorio del Nicaragua per trasferirsi in Spagna, intimorito dalla serie di arresti di attivisti e critici nei confronti del governo.
Un tribunale del Nicaragua nel 2023 lo privò della cittadinanza in quanto "traditore della patria".

## Vita privata
Ha sposato Gertrudis "Tulita" Guerrero Mayorga nel 1964. Ha tre figli: Sergio, María e Dorel.

## Opere

### Novelle, racconti, romanzi
- Tiempo de Fulgor (1967)
- De tropeles y tropelías (1972)
- Charles Atlas también muere (1976)
- Te dio miedo la sangre? (1977)
- Castigo Divino (1988)
- Clave de Sol (1992)
- Un Baile de Máscaras (1995)
- Cuentos Completos (1997)
- Margarita, está linda la mar (1998)
- Sombras nada más (2002)
- Mil y una muertes, (2004)
- El Reino Animal (2006)
- Juego Perfecto (2008)
- El cielo llora por mí (2009)
- Ya nadie llora por mi (2017)
- Tongolele no sabía bailar (2021)

### Saggi
- Mis días con el Rector (1965)
- Hombre del Caribe (1977)
- Pensamiento vivo de Sandino (1981)
- Balcanes y Volcanes (1983)
- El Alba de Oro (1983)
- Estás en Nicaragua (1985)
- Las armas del futuro (1987)
- La Marca del Zorro(1989)
- Confesión de Amor (1991)
- Oficios Compartidos (1994)
- Biografía Mariano Fiallos (1997)
- Adiós Muchachos (1999)
- Mentiras Verdaderas (2001)